# In-Life
In-Life je křesťanská mezidenominační organizace, působící primárně mezi vysokoškolskými studenty. Je členem České evangelikální aliance a její počátky sahají do 80. let 20. století. V roce 1991 byla zaregistrována jako občanské sdružení pod názvem Křesťanské vyučování a život. V roce 2011 došlo ke změně názvu na In-Life.
Aktivity a činnost organizace mají za cíl podporovat získávání akademického vzdělání a mají také napomáhat rozvoji charakteru, vztahových dovedností a duchovních oblasti života vysokoškolských studentů. 
Základní princip aktivit a vyučování In-Life je orientován na integritu člověka, která je vnímána jako soulad osobního vnitřního přesvědčení, slov a vnějšího jednání. Součástí vize organizace je snaha o rozvoj integrity jednotlivce v souladu s křesťanskou etikou, kterou In-Life považuje za jeden z klíčových prvků pro rozvoj zdravé občanské společnosti.
In-Life zaměstnává pracovníky na plný úvazek a také zapojuje řadu dobrovolníků. Sídlo má v Brně a pobočky v Praze, Hradci Králové a Bratislavě. 

## Historie
Počátky In-Life sahají do 80. let 20. století. V roce 1982 se ze Slovenska do Brna přestěhovala RNDr. Daniela Pavliňáková (roz. Mančíková), která při svých studiích v Polsku začala praktikovat svou křesťanskou víru. Po přestěhování do Brna začala organizovat setkání studia Bible s vysokoškolskými studenty. Postupně se skupina rozšířila z jednotlivců na několik desítek. Aktivity této skupiny podporovala mezinárodní křesťanská organizace Campus Crusade for Christ (CRU), která mimo jiné poskytovala biblickou literaturu a morální oporu křesťanům žijícím v komunistických zemích. Politické změny po pádu totalitního režimu v roce 1989 umožnily působení studentského křesťanského hnutí v univerzitním prostředí za podpory křesťanských reformovaných církví. Nová legislativa pak vytvořila prostor pro vznik občanského sdružení.

## Aktivity organizace
Posláním In-Life je realizace volnočasových a rozvojových aktivit pro vysokoškolské studenty. Cílem těchto aktivit je nabídnout studentům příležitost rozpoznávat a rozvíjet svůj osobní a profesní potenciál, poskytnout prostor k diskusi nad současnými etickými otázkami, dát zájemcům možnost dozvědět se o křesťanství a o Bibli a nabídnout alternativy trávení volného času.
Aktivity In-Life jsou cílené na pomoc s rozvojem zejména v těchto oblastech:
- morální a křesťanské hodnoty (čest, poctivost, láska k pravdě, úcta, naděje aj.), které mají studentům umožnit lepší uplatnění na trhu práce, lépe se zorientovat v životě a také vybudovat jejich charakter;
- sociální dovednosti (komunikace, mezilidské vztahy, emoční inteligence, řešení konfliktů, týmová práce, zvládání stresu aj.);
- osobní mentoring a koučink, který může studentům pomoci s realizací konkrétních cílů a záměrů;
- jazykové dovednosti (anglické a německé konverzace, týdenní kempy s angličtinou);
- nabídka alternativ využití volného času studentů (tvořivé a sportovní aktivity, filmové večery s diskusí, tematické večery aj.). Mimo jiné In-Life organizovalo diskuzní večery s Petrem Jaškem, humanitárním pracovníkem a bývalým vězněm v Súdánu,[6] a Thomasem Graumannem, jedním z Wintonových dětí;[7]
- poskytnutí příležitosti k rozvoji vůdcovských a organizačních dovedností studentů zapojených do příprav akcí a pobytů pro studenty;
- příležitosti k rozvoji spolupráce a komunikace v rámci týmu;
- pořádání přednášek, např. o evoluci, s nabídkou alternativních pohledů jako třeba inteligentního designu.

## Kontroverze
V roce 2017 byla na Evangelické teologické fakultě UK napsána kontroverzní bakalářská práce, která staví na sporném tvrzení, že organizace In-Life nese některé sektářské rysy, proti čemuž se organizace In-life rozhodně vymezila. Někteří akademičtí pracovníci z jiných vysokých škol ve svých posudcích zpochybnili metodologii i kvalitu této bakalářské práce, a její závěry považují za nedůvěryhodné a neopodstatněné.